# Revue de physique spéculative
La Revue de physique spéculative (Zeitschrift für spekulative Physik en allemand) est une revue éditée par le philosophe Friedrich Wilhelm Joseph von Schelling, parue entre 1800 et 1801 à Tübingen. Schelling y publie des articles afin de faire connaître sa philosophie de la nature ou Naturphilosophie, puis son système de l'identité. Dans la revue figurent aussi des articles de Heinrich Steffens et Carl August von Eschenmayer. La Nouvelle revue de physique spéculative prend le relai, toujours sous la direction de Schelling, en 1802 à Tübingen.